# Petit lac Wayagamac
 (février 2025).
Si vous êtes l’auteur de ce texte, vous êtes invité à donner votre avis ici. À moins qu’il soit démontré que l’auteur de la page autorise la reproduction et que ce contenu soit compatible avec les principes fondateurs de Wikipédia, cette page sera supprimée ou purgée au bout d’une semaine maximum. En attendant le retrait de cet avertissement, veuillez ne pas réutiliser ce texte.
Pour les articles homonymes, voir Wayagamac.
Le Petit lac Wayagamac est situé dans la ville de La Tuque, dans l'agglomération de La Tuque, en Mauricie, au Québec, au Canada. Le territoire de ce lac faisait partie jusqu'en 2006 de l'ancien territoire non organisé du Petit-Lac-Wayagamac, soit avant d'être fusionné à La Tuque. Le territoire du lac est contrôlé par la zec de la Bessonne.

## Géographie
L'embouchure du Petit lac Wayagamac est situé à 18,5 km (en ligne directe) au sud-est du centre-ville de La Tuque et à 2,5 km à l'est du lac Wayagamac. Ces deux lacs sont entourés des montagnes des Laurentides dont certaines cimes excèdent 400 mètres d'altitude. 
Ce lac de la Haute-Mauricie comporte la baie Bouleau (qui reçoit du nord le ruisseau Bouleau) et la baie Mystérieuse située à l'embouchure de la rivière Mystérieuse (venant du sud). Le Petit lac Wayagamac comporte une longueur de 4,5 km, une largeur de 2,4 km et une altitude de 281 m.
Petite rivière Bostonnais
À partir de la décharge du Petit lac Wayagamac, la Petite rivière Bostonnais parcours 4,4 km (mesuré par l'eau) avant de se jeter dans le lac Wayagamac (côté sud-est). Le lac Wayagamac se décharge à son tour par l'ouest dans la Petite rivière Bostonnais laquelle a une longueur approximative de 10,6 km (mesuré par l'eau), entre le barrage du lac Wayagamac et l'embouchure de la rivière qui se déverse dans la rivière Saint-Maurice à la limite Sud de la ville de La Tuque (soit juste au sud de l'aéroport). À partir de la décharge du Petit lac Wayagamac, l'eau de la Petite rivière Bostonnais coule sur 23,6 km dont 8,6 km pour traverser le lac Wayagamac d'Est en Ouest.

## Toponymie
Selon le père G. Lemoine, l'expression « waweia gamak » s'apparente à la langue algonquine, et signifie « au lac rond ». Pour le père Joseph-Étienne Guinard, waiagamak, mis pour wawiagamaw, a pour sens lac rond. Pourtant sa forme est plutôt triangulaire que ronde. Ce nom, sous la forme de Wayagamack était mentionné en 1876 dans un des rapports de l'arpenteur Télésphore Chavigny De La Chevrotière. À compter de 1913, Wayagamack a identifié une usine de pâtes et papier établie à Trois-Rivières.
Le toponyme Petit lac Wayagamac a officiellement été inscrit le 5 décembre 1968 à la Banque de noms de lieux de la Commission de toponymie du Québec.
Par ailleurs, la société Kruger, en partenariat avec la Société générale de financement du Québec (SGF Rexfor), a fait l’acquisition de l’usine Kruger Wayagamack en 2001. Cette usine est située sur l'île La Poterie, à Trois-Rivières.[réf. souhaitée]